# 流合雑音
流合雑音（りゅうごうざつおん）は、ケーブルテレビ網（伝送路）、特に加入者側からケーブルテレビ局に向かう回線におけるノイズ（雑音）、いわゆる「上り方向ノイズ」が集まってくること。イングレス・ノイズ(Ingress Noise)とも呼ばれる。上り方向のノイズが増え、SN比が一定以下まで劣化すると、双方向サービスの障害となる。
ケーブルテレビ局各社がブロードバンドインターネット接続サービスを開始する時期に注目されはじめ、主に上り方向の増速の障害となっている。ケーブルテレビ局では障害発生の防止や障害発生時の原因特定のため、網内の流合雑音を監視している。

## 原因と対策
ツリー型であるケーブルテレビ網は、各幹線に複数の加入者が接続されている。そのため、小さなノイズでも数多く混入するため、幹線では大きなノイズとなる。HFC化や、幹線数を増やして各幹線の加入者数を減らすことなどにより、SN比が改善する。
網を構成する同軸ケーブル、分配器、分岐器などは外来ノイズからシールドされているが、破損や劣化、接続不良などにより、外来ノイズの飛び込み箇所となる。
家電機器からのノイズ、短波放送や短波無線の飛び込みが主なノイズとなるが、受信ブースターなどの故障やフェライト材の伸縮、家庭内の同軸ケーブルをLANとして使用する製品（c.LINKなどを除く）の誤接続などの場合もある。
一般的な責任分岐点である保安器より加入者側でも、分配器はシールドタイプ、分岐器を使用しない分配器からスター型配線、同軸ケーブルの最低グレードなどを指定する局もある。これらの指定には、下り方向のSN比確保の目的も含まれている。
局から求められた場合などを除いて不要ではあるが、加入者は自主的な対策が可能である。外来ノイズに強いグレードの同軸ケーブルやシールドされた分配器や分波器を使用する、RF端子（F型コネクタ）はシールド性能のあるネジ込み式で接続する、といった方法である。これらの製品には、デジタルハイビジョン受信マークが付いている。また、分配器の空き端子に終端抵抗を接続して外来ノイズ飛び込みを防ぐ、上り方向が不要な配線に上り帯域の減衰器を挿入する、などの方法もある。